# Chyżyny
Chyżyny es un pueblo de Polonia, en Mazovia.  Se encuentra en el distrito (Gmina) de Latowicz, perteneciente al condado (Powiat) de Mińsk. Se encuentra aproximadamente 6 km al oeste de Latowicz, a 22 km al sureste de Mińsk Mazowiecki, y a 55 km  al sureste de Varsovia. Su población es de 220 habitantes.
Entre 1975 y 1998 perteneció al voivodato de Siedlce.